# Stazione di Catania Aeroporto Fontanarossa
La stazione di Catania Aeroporto Fontanarossa è una fermata ferroviaria posta sul tratto, Catania Centrale-Bicocca, comune alle linee Messina-Siracusa, Palermo-Catania, Catania-Agrigento e Catania-Gela. Serve il vicino aeroporto internazionale di Catania Fontanarossa, a cui è collegata tramite un servizio di bus navetta.

## Storia

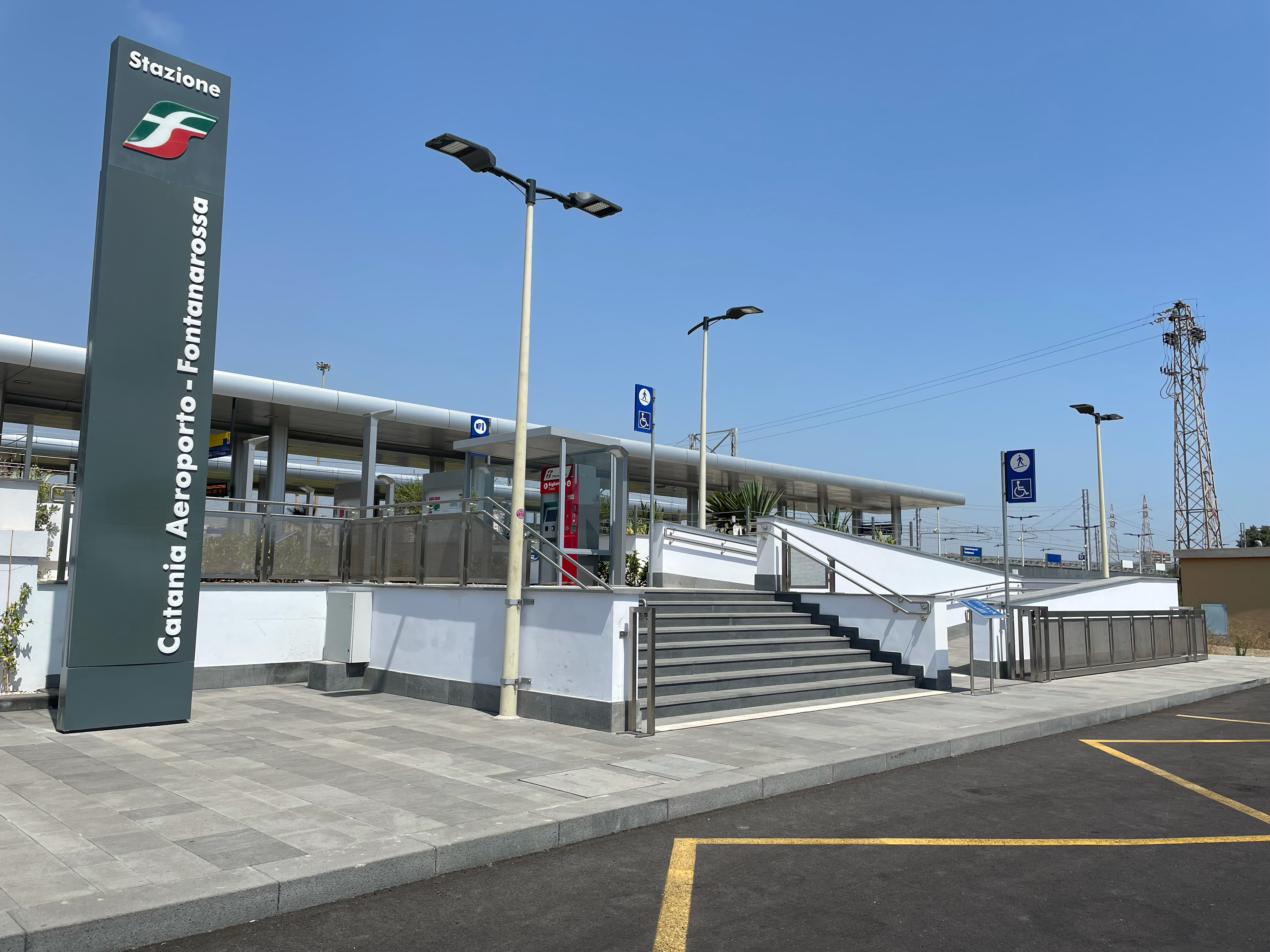
Vista esterna della stazione

La fermata di Catania Aeroporto Fontanarossa fu attivata il 13 dicembre 2020 e aperta al pubblico il 13 marzo 2021. Non fu subito aperta al pubblico a seguito dell'attivazione tecnica in quanto non era pronta la strada di collegamento con l'aerostazione, la cui ultimazione fu portata a termine a cura della SAC (società di gestione dello scalo aereo etneo) nei tre mesi successivi.
Attualmente la fermata viene impiegata nell'ambito del servizio ferroviario di carattere regionale, in attesa dell'istituzione di un servizio metropolitano con maggiori frequenze lungo il passante ferroviario di Catania.

## Strutture e impianti

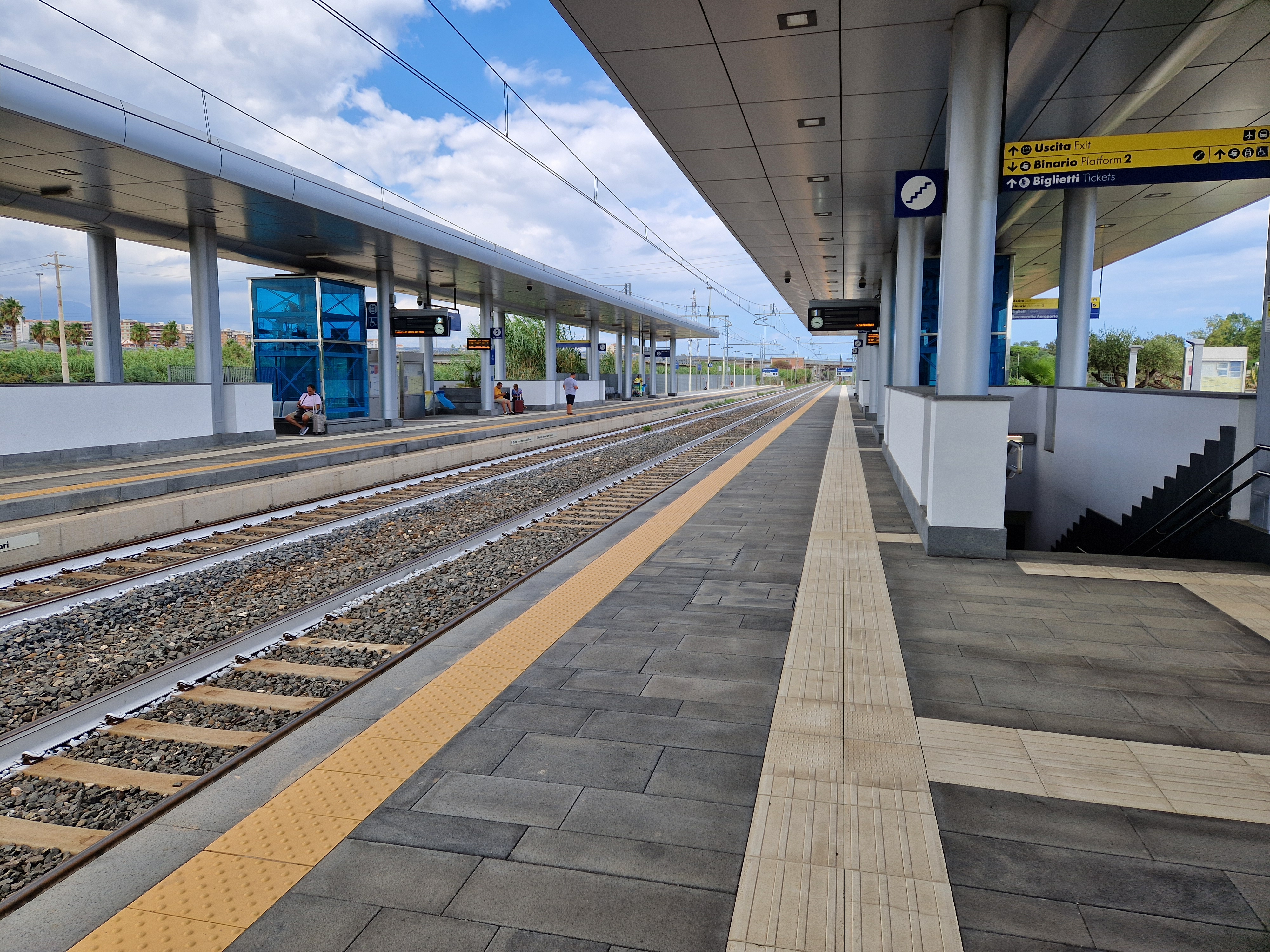
Vista binari

La fermata, posta alla progressiva chilometrica 235+522 fra le stazioni di Catania Acquicella e di Bicocca, conta due binari, uno per ogni senso di marcia, serviti da due marciapiedi laterali lunghi 200 m e alti 55 cm sul piano del ferro, e parzialmente coperti da pensiline. L'attraversamento dei binari avviene tramite sottopassaggio; le banchine sono raggiungibili attraverso rampe di scale e ascensori.
È predisposta per la trasformazione in stazione, con l'aggiunta di almeno un ulteriore binario.
La fermata dista, in linea d'aria, circa 700 metri dall'aeroporto di Catania Fontanarossa, per raggiungere il quale l'Azienda Metropolitana Trasporti di Catania offre un servizio di bus navetta, che collega anche il vicino parcheggio scambiatore, con un tempo di percorrenza di circa tre minuti.